# Hubert Gagnon
Hubert Gagnon (* 29. September 1947 in Québec; † 7. Juni 2020 in Longueuil) war ein kanadischer Schauspieler und Synchronsprecher.

## Leben und Wirken
Hubert Gagnon wirkte als Schauspieler von 1968 bis 2014 in mehr als 20 Film-und-Fernsehproduktionen mit, meist in Nebenrollen.
Gagnon war über viele Jahrzehnte hinweg umfangreich als Synchronsprecher aktiv. Er war insgesamt 26 Jahre lang – von 1991 bis 2017 – die französische Stimme von Homer Simpson und dessen Vater Abraham Simpson in der US-Zeichentrickserie Die Simpsons. Er sprach diese beiden Rollen auch in Die Simpsons – Der Film. Zudem war er einige Zeit lang die französische Standardstimme von Mel Gibson, Robert De Niro, Richard Gere, Christopher Walken und Richard Griffiths.
Gagnon starb am 7. Juni 2020 im Alter von 72 Jahren in Longueuil nach einer dreijährigen Krebserkrankung.